# Zamia onan-reyesii
Zamia onan-reyesii là một loài thực vật hạt trần trong họ Zamiaceae. Loài này được C.Nelson & Sandoval mô tả khoa học đầu tiên năm 2008.